# Hobart International 2014 - Qualificazioni singolare
Le qualificazioni del singolare dell'Hobart International 2014 sono state un torneo di tennis preliminare per accedere alla fase finale della manifestazione. I vincitori dell'ultimo turno sono entrati di diritto nel tabellone principale. In caso di ritiro di uno o più giocatori aventi diritto a questi sono subentrati i lucky loser, ossia i giocatori che hanno perso nell'ultimo turno ma che avevano una classifica più alta rispetto agli altri partecipanti che avevano comunque perso nel turno finale.

## Teste di serie
1. Alexandra Cadanțu (accede direttamente al tabellone principale)
2. Garbiñe Muguruza Blanco (qualificata)
3. Lourdes Domínguez Lino (primo turno)
4. Sílvia Soler Espinosa (ultimo turno, Lucky loser)

1. Julia Glushko (primo turno, ritirata)
2. Teliana Pereira (secondo turno)
3. Lara Arruabarrena Vecino (secondo turno)
4. Mariana Duque Mariño (primo turno)
5. Alison Van Uytvanck (qualificata)

## Qualificate
1. Alison Van Uytvanck
2. Garbiñe Muguruza Blanco

1. Madison Brengle
2. Estrella Cabeza Candela

### Lucky Loser
1. Sílvia Soler Espinosa

1. An-Sophie Mestach

## Tabellone

### Legenda
| - Q = Qualificato - WC = Wild card - LL = Lucky loser | - ALT = Alternate - SE = Special Exempt - PR = Protected Ranking | - w/o = Walkover - r = Ritirato - d = Squalificato |

### Sezione 1
|  | Primo turno          | Primo turno              | Primo turno              | Primo turno | Primo turno |  |  | Secondo turno | Secondo turno            | Secondo turno            | Secondo turno     | Secondo turno     |   |   | Ultimo turno | Ultimo turno        | Ultimo turno        | Ultimo turno | Ultimo turno |  |
|  |                      |                          |                          |             |             |  |  |               |                          |                          |                   |                   |   |   |              |                     |                     |              |              |  |
|  | 9                    | Alison Van Uytvanck      | Alison Van Uytvanck      | 6           | 6           |  |  |               |                          |                          |                   |                   |   |   |              |                     |                     |              |              |  |
|  |                      | Sesil Karatančeva        | Sesil Karatančeva        | 3           | 4           |  |  | 9             | Alison Van Uytvanck      | 2                        | 6                 | 6                 |   |   |              |                     |                     |              |              |  |
|  | Jovana Jakšić        | Jovana Jakšić            | Jovana Jakšić            | 6           | 6           |  |  |               | Jovana Jakšić            | 6                        | 4                 | 4                 |   |   |              |                     |                     |              |              |  |
|  | Aljaksandra Sasnovič | Aljaksandra Sasnovič     | Aljaksandra Sasnovič     | 3           | 1           |  |  |               |                          |                          |                   |                   |   |   | 9            | Alison Van Uytvanck | Alison Van Uytvanck | 6            | 6            |  |
|  | Kateřina Siniaková   | Kateřina Siniaková       | 7                        | 0           | 0           |  |  |               |                          |                          | An-Sophie Mestach | An-Sophie Mestach | 4 | 2 |              |                     |                     |              |              |  |
|  | An-Sophie Mestach    | An-Sophie Mestach        | 65                       | 6           | 6           |  |  |               | An-Sophie Mestach        | An-Sophie Mestach        | 6                 | 6                 |   |   |              |                     |                     |              |              |  |
|  |                      | Nigina Abduraimova       | Nigina Abduraimova       | 2           | 1           |  |  | 7             | Lara Arruabarrena Vecino | Lara Arruabarrena Vecino | 4                 | 0                 |   |   |              |                     |                     |              |              |  |
|  | 7                    | Lara Arruabarrena Vecino | Lara Arruabarrena Vecino | 6           | 6           |  |  |               |                          |                          |                   |                   |   |   |              |                     |                     |              |              |  |

### Sezione 2
|  | Primo turno        | Primo turno             | Primo turno             | Primo turno | Primo turno |  |  | Secondo turno | Secondo turno           | Secondo turno           | Secondo turno | Secondo turno |   |   | Ultimo turno | Ultimo turno            | Ultimo turno            | Ultimo turno | Ultimo turno |  |
|  |                    |                         |                         |             |             |  |  |               |                         |                         |               |               |   |   |              |                         |                         |              |              |  |
|  | 2                  | Garbiñe Muguruza Blanco | Garbiñe Muguruza Blanco | 6           | 6           |  |  |               |                         |                         |               |               |   |   |              |                         |                         |              |              |  |
|  |                    | Chanel Simmonds         | Chanel Simmonds         | 1           | 0           |  |  | 2             | Garbiñe Muguruza Blanco | Garbiñe Muguruza Blanco | 6             | 6             |   |   |              |                         |                         |              |              |  |
|  | Julia Cohen        | Julia Cohen             | Julia Cohen             | 3           | 1           |  |  |               | Alexandra Dulgheru      | Alexandra Dulgheru      | 3             | 2             |   |   |              |                         |                         |              |              |  |
|  | Alexandra Dulgheru | Alexandra Dulgheru      | Alexandra Dulgheru      | 6           | 6           |  |  |               |                         |                         |               |               |   |   | 2            | Garbiñe Muguruza Blanco | Garbiñe Muguruza Blanco | 6            | 6            |  |
|  | WC                 | Naiktha Bains           | Naiktha Bains           | 6           | 6           |  |  |               |                         | WC                      | Naiktha Bains | Naiktha Bains | 1 | 0 |              |                         |                         |              |              |  |
|  |                    | Maria Elena Camerin     | Maria Elena Camerin     | 1           | 4           |  |  | WC            | Naiktha Bains           | Naiktha Bains           | 6             | 6             |   |   |              |                         |                         |              |              |  |
|  |                    | María Irigoyen          | María Irigoyen          | 5           | 2           |  |  | 6             | Teliana Pereira         | Teliana Pereira         | 3             | 3             |   |   |              |                         |                         |              |              |  |
|  | 6                  | Teliana Pereira         | Teliana Pereira         | 7           | 6           |  |  |               |                         |                         |               |               |   |   |              |                         |                         |              |              |  |

### Sezione 3
|  | Primo turno | Primo turno            | Primo turno            | Primo turno | Primo turno |  |  | Secondo turno   | Secondo turno   | Secondo turno   | Secondo turno   | Secondo turno   |   |   | Ultimo turno   | Ultimo turno   | Ultimo turno   | Ultimo turno | Ultimo turno |  |
|  |             |                        |                        |             |             |  |  |                 |                 |                 |                 |                 |   |   |                |                |                |              |              |  |
|  | 3           | Lourdes Domínguez Lino | Lourdes Domínguez Lino | 65          | 3           |  |  |                 |                 |                 |                 |                 |   |   |                |                |                |              |              |  |
|  |             | Sachia Vickery         | Sachia Vickery         | 7           | 6           |  |  | Sachia Vickery  | Sachia Vickery  | Sachia Vickery  | 6               | 6               |   |   |                |                |                |              |              |  |
|  |             | Danka Kovinić          | Danka Kovinić          | 6           | 6           |  |  | Danka Kovinić   | Danka Kovinić   | Danka Kovinić   | 3               | 3               |   |   |                |                |                |              |              |  |
|  | WC          | Olivia Tjandramulia    | Olivia Tjandramulia    | 1           | 3           |  |  |                 |                 |                 |                 |                 |   |   | Sachia Vickery | Sachia Vickery | Sachia Vickery | 4            | 3            |  |
|  | WC          | Kimberly Birrell       | Kimberly Birrell       | 4           | 2           |  |  |                 |                 | Madison Brengle | Madison Brengle | Madison Brengle | 6 | 6 |                |                |                |              |              |  |
|  |             | Madison Brengle        | Madison Brengle        | 6           | 6           |  |  | Madison Brengle | Madison Brengle | Madison Brengle | 6               | 7               |   |   |                |                |                |              |              |  |
|  |             | Alizé Lim              | Alizé Lim              | 7           | 6           |  |  | Alizé Lim       | Alizé Lim       | Alizé Lim       | 4               | 6(0)            |   |   |                |                |                |              |              |  |
|  | 8           | Mariana Duque Mariño   | Mariana Duque Mariño   | 5           | 3           |  |  |                 |                 |                 |                 |                 |   |   |                |                |                |              |              |  |

### Sezione 4
|  | Primo turno             | Primo turno             | Primo turno             | Primo turno | Primo turno |  |  | Secondo turno           | Secondo turno           | Secondo turno           | Secondo turno           | Secondo turno |   |   | Ultimo turno | Ultimo turno          | Ultimo turno | Ultimo turno | Ultimo turno |  |
|  |                         |                         |                         |             |             |  |  |                         |                         |                         |                         |               |   |   |              |                       |              |              |              |  |
|  | 4                       | Sílvia Soler Espinosa   | Sílvia Soler Espinosa   | 6           | 6           |  |  |                         |                         |                         |                         |               |   |   |              |                       |              |              |              |  |
|  |                         | Ilona Kramen'           | Ilona Kramen'           | 0           | 3           |  |  | 4                       | Sílvia Soler Espinosa   | 6                       | 2                       | 6             |   |   |              |                       |              |              |              |  |
|  | WC                      | Azra Hadzic             | Azra Hadzic             | 0           | 1           |  |  |                         | Andrea Hlaváčková       | 3                       | 6                       | 3             |   |   |              |                       |              |              |              |  |
|  |                         | Andrea Hlaváčková       | Andrea Hlaváčková       | 6           | 6           |  |  |                         |                         |                         |                         |               |   |   | 4            | Sílvia Soler Espinosa | 6            | 5            | 4            |  |
|  | Estrella Cabeza Candela | Estrella Cabeza Candela | Estrella Cabeza Candela | 6           | 6           |  |  |                         |                         |                         | Estrella Cabeza Candela | 4             | 7 | 6 |              |                       |              |              |              |  |
|  | Anastasіja Vasyl'jeva   | Anastasіja Vasyl'jeva   | Anastasіja Vasyl'jeva   | 2           | 4           |  |  | Estrella Cabeza Candela | Estrella Cabeza Candela | Estrella Cabeza Candela | 6                       | 7             |   |   |              |                       |              |              |              |  |
|  |                         | Nastassja Burnett       | 6                       | 2           |             |  |  | Nastassja Burnett       | Nastassja Burnett       | Nastassja Burnett       | 4                       | 63            |   |   |              |                       |              |              |              |  |
|  | 5                       | Julia Glushko           | 3                       | 0           | r           |  |  |                         |                         |                         |                         |               |   |   |              |                       |              |              |              |  |